# شوردرق سفلي
شوردرق سفلي (بالإنجليزية: Shur Daraq-e Sofla)‏ هي مستوطنة تقع في قسم انغوت الشرقي الريفي في إيران. يقدر عدد سكانها بـ 196 نسمة .